# Wolundr
Wolundr (także Wölund, Wayland, Wieland, Weland) – legendarny germański kowal oraz anglosaski bóg kowal i złotnik.
Według Eddy wraz z braćmi Egilem i Slagfinnem spotkał trzy walkirie (córki króla Hlödwera: Hladgunn Swanhwit, Herwör Alwitr, a także córkę króla Kiara: Ölrun) nad brzegiem jeziora Ulfsjar. Żyli razem w miłości przez 7 lat, aż pewnego dnia księżniczki odleciały. Zrozpaczeni bracia wyruszyli różnymi drogami, aby je odszukać. Wolundra schwytał król Nidud, jego rywal, oskarżając go o kradzież złota. Za karę przeciął mu ścięgna w nodze i wraz z kuźnią usunął na oddaloną wyspę. Kowal zemścił się na nim zabijając jego dwóch synów, przybyłych do niego w tajemnicy, by obejrzeć jego skarby, po czym odesłał mu ich odcięte głowy usiane drogimi kamieniami i osadzone w srebrze.
Pokrewną, szerszą wersję historii przedstawia Saga o Dytryku. Wspomniane jest tam pochodzenie Wölunda od olbrzyma Wadiego, pobieranie nauk u Mimira, konflikt z kowalem Amiliasem oraz niewola u Niduda.
W brytańskiej mitologii zajął rolę ducha opiekuńczego, podobnie jak Hern Myśliwy.